# War Song
«War Song» es una canción del músico canadiense Neil Young. Fue publicada como sencillo en 1972 en apoyo de la campaña presidencial de George McGovern, candidato del Partido Demócrata y rival de Richard Nixon, y acreditada a Neil Young y Graham Nash, con el respaldo del grupo The Stray Gators. Previamente, Young ya había expresado su opinión sobre Nixon en la canción «Ohio», como miembro de Crosby, Stills, Nash & Young, en forma de canción protesta. A pesar del apoyo, McGovern perdió las elecciones y el sencillo no obtuvo un respaldo comercial elevado.
Warner Bros. Records publicó la canción en el álbum Hard Goods de la serie «Loss Leader». Tras ello, «War Song» no fue publicada en ningún otro formato hasta la publicación en 2009 de la caja recopilatoria The Archives Vol. 1 1963-1972. 